# Colonna Infame Skinhead (album)
Primo ed unico LP, pubblicato nel 1998, del complesso oi! romano Colonna Infame Skinhead

## Tracce
1. Giustizia - 2.28
2. Non Morirà - 2.15
3. La Nostra Guerra - 2.23
4. Nessuna Pietà - 2.04
5. Ferro e Fuoco - 2.53
6. Eroe Del '68 - 1.43
7. Diritti e Tutele - 1.39
8. Tu Non Sei Dalla Mia Parte - 2.20
9. Ancora In Piedi - 1.59
10. Non Cambieremo Mai - 2.57
11. Punk è Moda - 2.26
12. Ragazzo di Strada - 2.36
13. Grandi Magazzini (Ghost track) - 2.03